# Богатырёв, Анатолий Васильевич
Анатолий Васильевич Богатырёв (бел. Анатоль Васільевіч Багатыро́ў; 31 июля (13 августа) 1913, Витебск, Российская империя — 19 сентября 2003, Минск, Белоруссия) — белорусский советский композитор и педагог. Народный артист РСФСР (1981). Народный артист БССР (1968). Лауреат Сталинской премии второй степени (1941). Член КПСС с 1954 года.

## Биография
Основатель белорусской национальной композиторской школы. Профессор (1960).
Родился 31 июля (13 августа) 1913 год в Витебске.

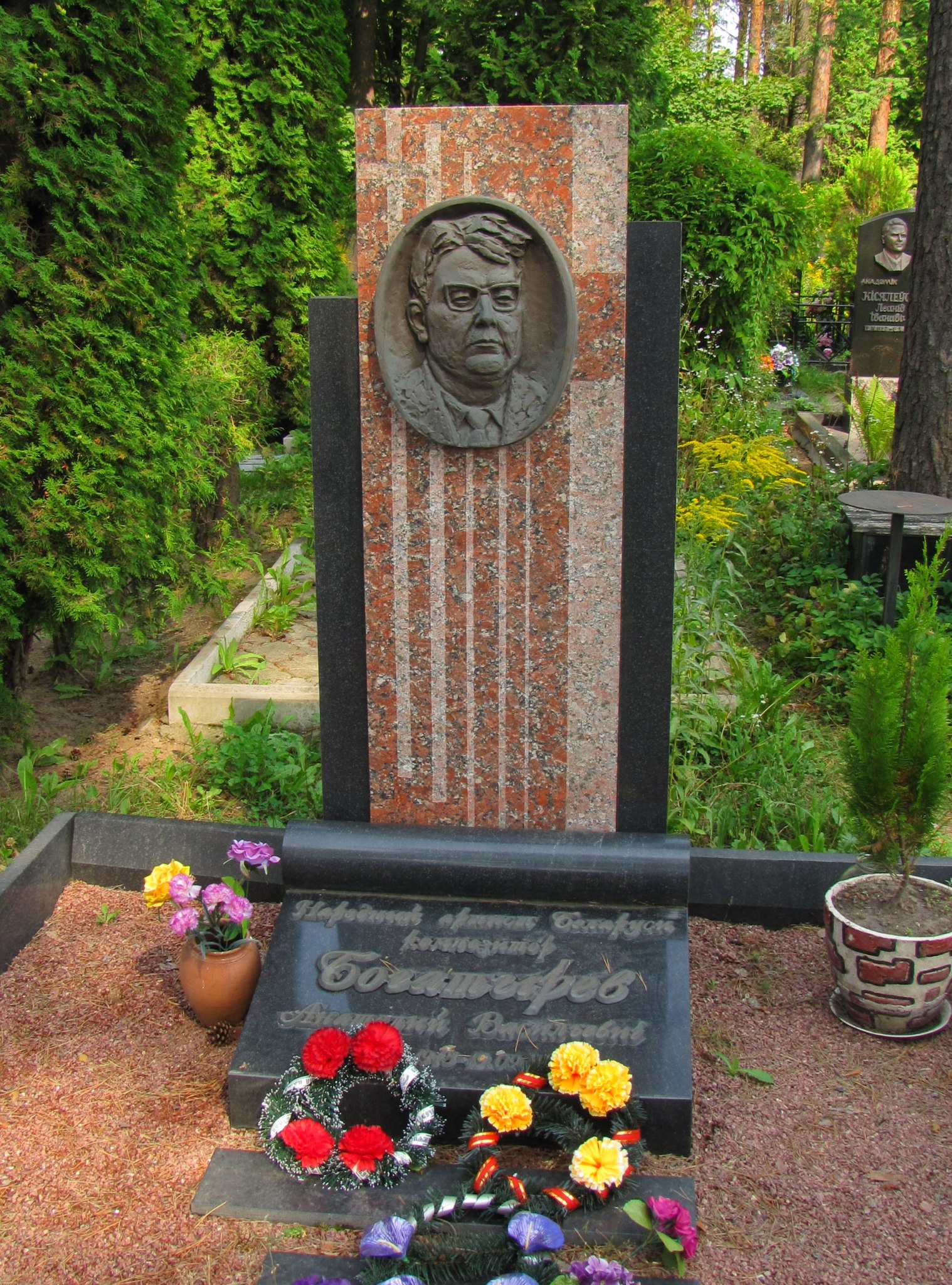
Могила Богатырёва на Восточном кладбище Минска.

Окончил БГК имени А. В. Луначарского в 1937 году, класс В. А. Золотарёва.
С 1948 года преподаватель Белорусской академии музыки, в 1948—1962 годах ректор.
В 1938—1949 годах председатель правления СК БССР. Депутат ВС БССР (1938—1959).
Умер 19 сентября 2003 года. Похоронен в Минске на Восточном кладбище.

## Основные сочинения
Среди произведений А. В. Богатырёва:

### Оперы
- «В пущах Полесья» — по повести «Дрыгва» Я. Коласа, постановка 1939 года
- «Надежда Дурова» (1946), постановка Ансамблем советской оперы Всероссийского театрального общества (1947)

### Для солистов, хора и симфонического оркестра
Оратории
- «Битва за Беларусь»

Кантаты
- «Сказ о Медведихе» на стихи А. С. Пушкина (1937)
- «Белорусским партизанам» на стихи Я. Купалы (1942)
- «Беларусь» на стихи Я. Купалы, П. Бровки, П. Труса (1949)
- «Ленинградцы» на стихи Джамбула Джабаева (1942)
- «Белорусские песни» слова народные и Нила Гилевича (1967). Государственная премия БССР (1969)
- «Рисунки родного края»
- «Юбилейная»

### Камерно-инструментальные произведения
- Фортепианное трио (1943)
- Сонаты для скрипки и фортепиано (1946), виолончели и фортепиано (1951), фортепиано (1958)
- Концерт для контрабаса с оркестром (1963—1964)

## Награды
- Сталинская премия второй степени (1941) — за оперу «В пущах Полесья» (1939)[3]
- Государственная премия БССР
- Заслуженный деятель искусств Белорусской ССР (1944)
- Народный артист Белорусской ССР (1968)
- Народный артист РСФСР (1981)
- Орден Франциска Скорины (1998)
- Медаль Франциска Скорины (1993)
- Орден Ленина
- три Ордена Трудового Красного Знамени (в том числе — 20.06.1940, за выдающиеся заслуги в деле развития белорусского театрального и музыкального искусства и 1955)
- Орден «Знак Почёта»
- Орден Октябрьской Революции
- Орден Дружбы народов
- многие другие награды